# Iglesia de Santa María (Castrelos)
La Iglesia española de Santa María de Castrelos es un templo románico del siglo XIII, sede de la parroquia homónima, que perteneció a la encomienda de Beade de la Orden Militar de San Juan de Malta.

## Descripción
Las referencias históricas de esta iglesia son escasas. La parroquia se denominaba en el siglo XII "Castreliis", topónimo indicativo del poblado castreño de un monte próximo. Tal como comentan dos referencias documentales:

«á la obla de Santa María de Castrello dejó manda, en 1305, María Eans Gibarra (Cuveiro, Habla, 75), y que para ajuda desta iglesia de Santa María de Castrelos dejó huun tonel cheo de vjnno, en 1497, Ramona Gómez, moller de Fernán Núñez Capote, escudeiro. (Arch. Hist. Nac., cartulario de Santo Domingo de Pontevedra, 172 vuelto.)

Una inscripción a la izquierda del arco triunfal indica el año 1216, sin que sepamos con seguridad si se refiere al inicio de las obras, consagración o finalización. En todo caso nos encontramos a final del período románico, en plena etapa progótica. Esto se manifiesta con claridad en su fachada principal, donde conviven el arco de medio punto en la ventana y el apuntado en la puerta, o lo que es lo mismo, el ocaso del arte románico y el comienzo de las formas protogóticas.

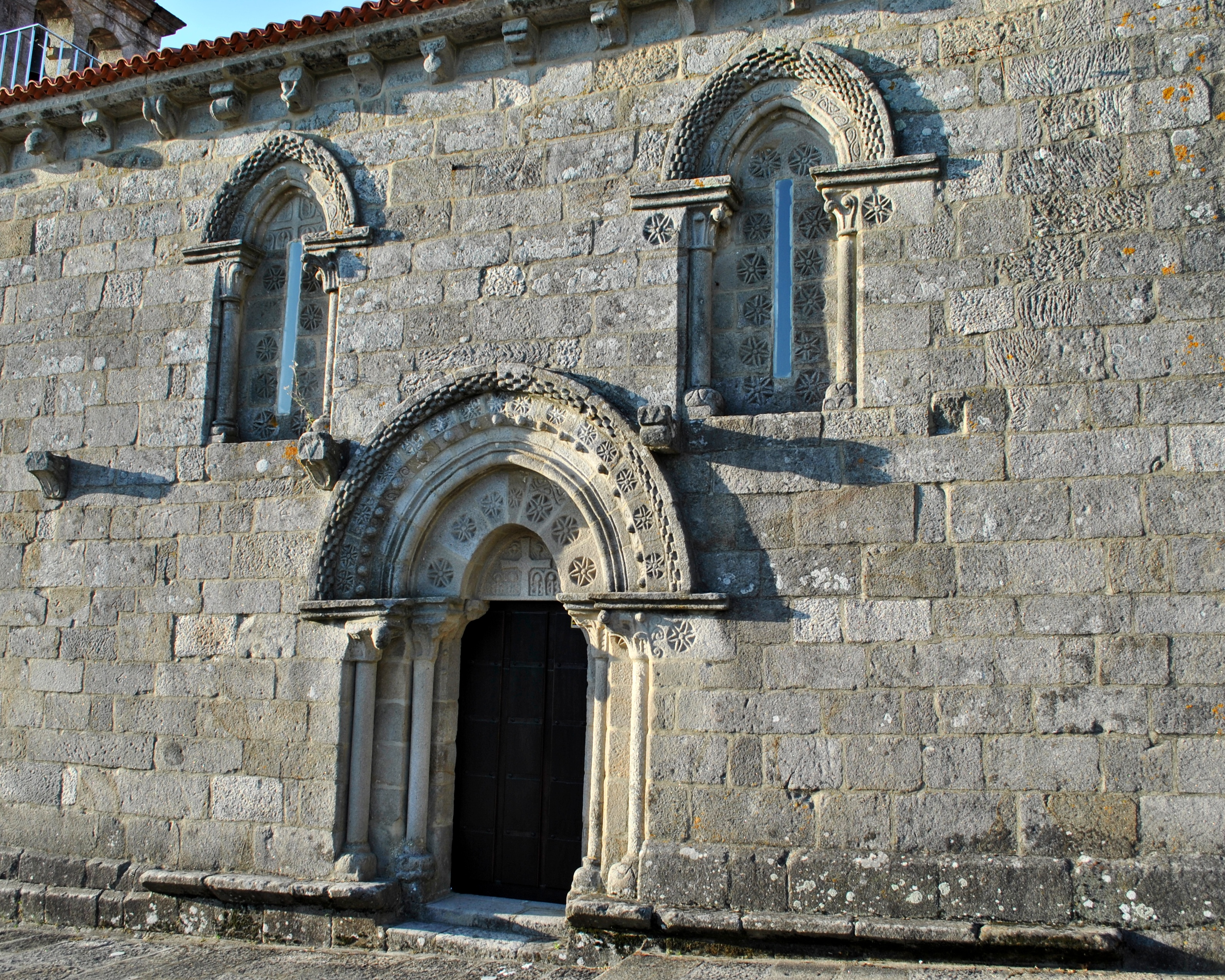
Muro sur.

Esta iglesia representa el ejemplo mejor conservado del románico vigués, junto con las de Santiago de Bembrive y de San Salvador de Coruxo. Tiene una planta de una sola nave con ábside semicircular, con unas medidas de 20 x 7 metros.
Llama especialmente la atención el tratamiento decorativo del muro sur, con una puerta de arco apuntado con cuatro columnas y tímpano decorado con la cruz de Malta. En los dos lados de la puerta hay dos ventanas completas con la misma decoración de billetes y flores que en la puerta. Contrasta tanta decoración con la sobriedad del muro norte, con una puerta semejante pero solo con dos sencillas aspilleras. Esto pudiera significar que la entrada sur sería la destinada a los fieles, y la norte a los monjes que atendían el hospital y las dependencias monacales hoy desaparecidas.

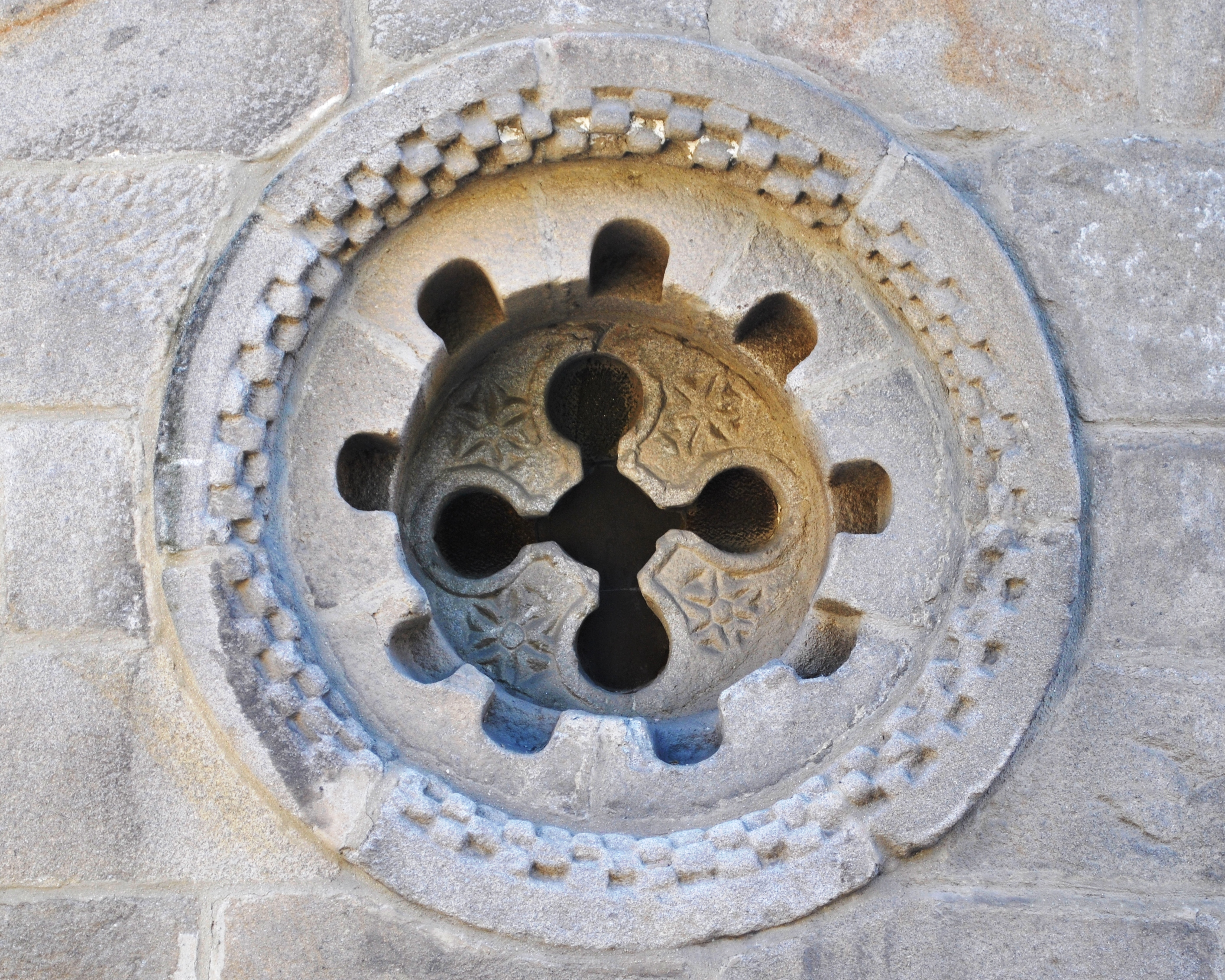
Uno de los dos óculos visibles del ábside.

### Los óculos
Este elemento de iluminación es de muy rara presencia en el románico gallego y en el románico en general. La iglesia de Castrelos presenta tres óculos en el tramo semicircular del ábside, uno de ellos oculto tras la moderna sacristía.

### Ventana interior de arcos de herradura
Este motivo en las ventanas interiores consiste en un diseño de una gruesa moldura semicircular en el arco, abrazado por pequeños arcos de herradura. Este motivo aparece en Galicia en piso superior del Pórtico de la Gloria, de la catedral de Santiago de Compostela y de ahí se extenderá a las puertas y ventanas de las iglesias de Galicia.

### Motivo castreño
Al lado del capitel izquierdo de la ventana de la fachada principal, podemos ver un símbolo denominado por Alfonso Rodríguez Castelao como "esvástica del Miño", motivo tomado siguiendo un modelo de la decoración castreña, hecho nada extraño si tenemos en cuenta el contacto visual directo con el castro próximo (Piricoto) ya destruido, y que viene a enseñar la supervivencia en la Edad Media de decoraciones propias de períodos muy anteriores que dejaron fuerte influencia.

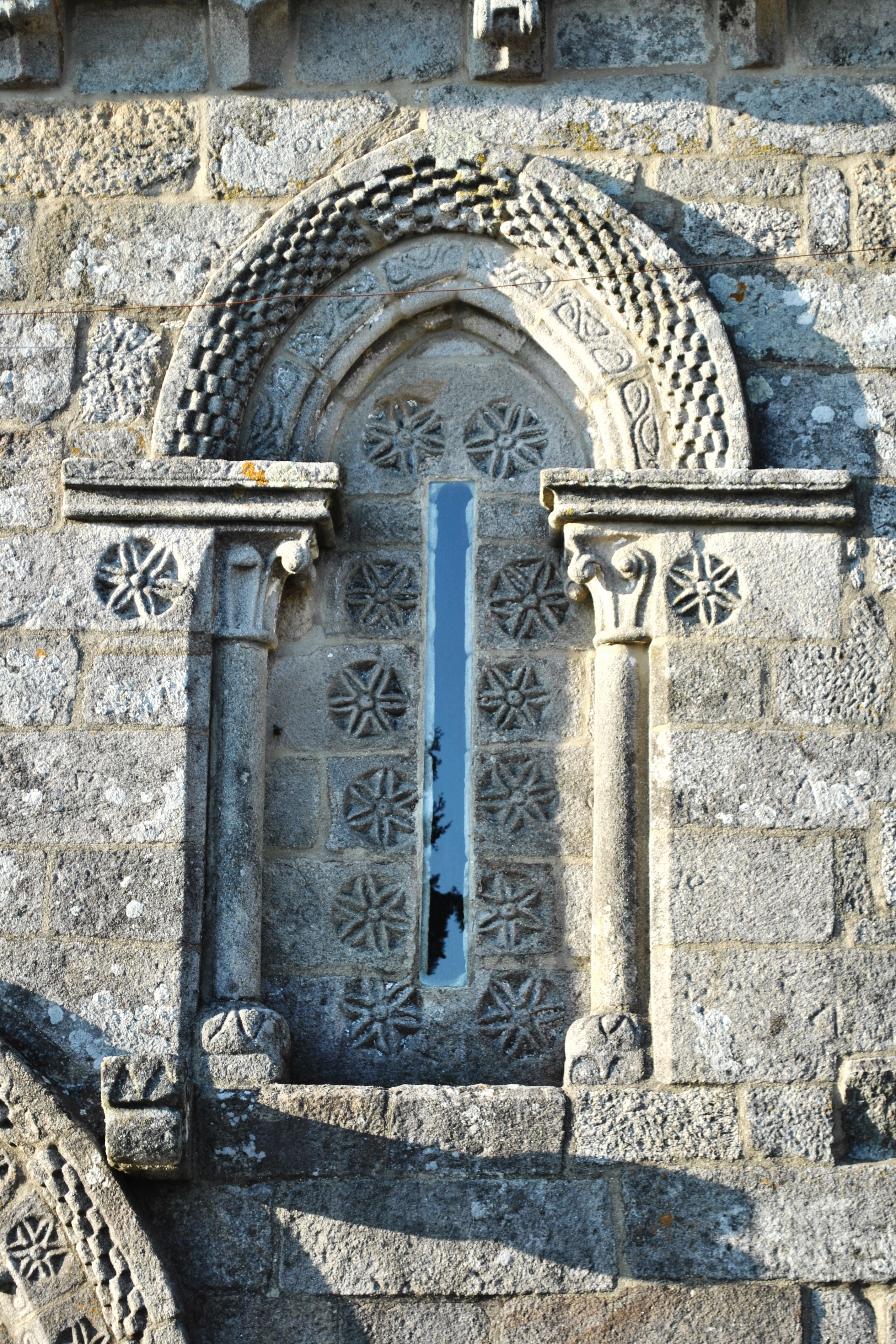
Una de las ventanas de la fachada meridional.

### Canecillos, capiteles, flores y cruces de Malta
Casi todos los capiteles presentan una decoración floral muy sencilla. Lo que más llama la atención atención es la presencia exagerada de flores con botón central resaltado, que cubren las arquivoltas de ventanas y puertas, hecho que solo se produce en cronologías muy tardorománicas en Galicia. Los canecilloss son sencillos, la mayoría "de proa", excepto alguno floral y con cabeza de bóvido. Las cruces de Malta aparecen en todos los tímpanos de la iglesia como consecuencia de su pertenencia a dicha orden dependiente de la encomienda de Beade

### Interior
Del interior destaca el arco triunfal apuntado, decorado con flores hexafolias, alineadas, la decoración de los capiteles, el ábside con los tres óculos, las puertas y las ventanas.

### Pinturas
Son salientables las pinturas murales (restauradas en 1995) pertenecientes a finales de los siglos XIV y XV, restos de lo que debió ser una decoración presente en todos los muros interiores de la iglesia, perdida con el desencalado realizado a mediados del siglo XX. Los retablos son los restos de los existentes en el altar mayor, datables del siglo XVIII.

## Galería de imágenes
|                             |
| Tímpano de la puerta norte. |

|                                 |
| Tímpano de la puerta principal. |

|                           |
| Tímpano de la puerta sur. |